# 1-я Шиповская лёгкая пехотная бригада
1-я Шиповская лёгкая пехотная бригада (серб. Прва шиповачка лака пјешадијска бригада) — воинское формирование Армии Республики Сербской.

## Боевой путь
Бригада образована 26 апреля 1992 в местечке Шипово по распоряжению командира 30-й дивизии Станислава Галича. В составе бригады служили уроженцы Шипово и сербы из общины Яйце. Бригада участвовала в операции «Южное действие» как часть резерва.
За годы войны сквозь ряды бригады прошли от 1500 до 1950 солдат. Погибло 125 человек, 320 было ранено. В Шипово в честь солдат бригады был установлен памятник. На военном кладбище в Натполе (17 км от Шипово) похоронены 62 солдата бригады.